# STS-51
STS-51 (ang. Space Transportation System) – siedemnasta misja wahadłowca kosmicznego Discovery i pięćdziesiąta siódma programu lotów wahadłowców.

## Załoga
źródło
- Frank Culbertson (2)*, dowódca
- William „Bill” Readdy (2), pilot
- James Newman Ph.D. (1), specjalista misji 1
- Daniel Bursch (1), specjalista misji 2
- Carl Walz (1), specjalista misji 3

*(liczba w nawiasie oznacza liczbę lotów odbytych przez każdego z astronautów)

## Cel misji
- Umieszczenie na orbicie doświadczalnego satelity telekomunikacyjnego ACTS (Advanced Communications Technology Satellite)[3].
- Umieszczenie na orbicie i przechwycenie po 6 dniach misji satelity ORFEUS-SPAS (ładunek astrofizyczny Orbiting Retrievable Far and Extreme Ultraviolet Spectrometer zamontowany na satelicie wielokrotnego użytku Shuttle Pallet Satellite).
Platforma SPAS to najczęściej kilkudniowy satelita wykorzystywany do badań naukowych. Do wypuszczania i ponownego przechwycenia używano manipulatora wahadłowca i kosmiczne spacery nie były konieczne[4].

## Parametry misji
źródło
- Masa:
  - startowa orbitera: 118 658 kg
  - lądującego orbitera: 93 637 kg
  - ładunku: wyniesionego na orbitę 19 360 kg, sprowadzonego na Ziemię 3885 kg
- Perygeum: 300 km
- Apogeum: 308 km
- Inklinacja: 28,45°
- Okres orbitalny: 90,6 min

## Spacer kosmiczny
- EVA (16 września 1993, 7 godz. 6 min) – C. Walz, J. Newman[3]